# Osiedle Polonez
Osiedle Polonez – osiedle w zachodniej części Wyszkowa (województwo mazowieckie).
Powstanie osiedla jest związane z wybudowaniem w 1975 w Wyszkowie Zakładu Zespołów Napędowych Fabryki Samochodów Osobowych. W latach 80. XX wieku wybudowano osiedle bloków wielorodzinnych, którego północną granicą jest ulica Pułtuska, a zachodnią ulica gen. Władysława Sikorskiego.